# 法人税
法人税（ほうじんぜい、英: corporate tax, income taxes）は、法人の所得金額などを課税標準として課される租税。国税で直接税、広義の所得税の一種。

## 課税根拠
法人税の課税根拠については、税負担の能力に応じて税を負担をすべきであるとする応能説や、国家から与えられている便益に応じた税負担をすべきであるとする応益説の考え方が根底にはある。より実際的には法人に税負担を求めることは大きな税収を小さな執行コストで達成できるという点もある。また、企業活動の結果集積された利益に対して課税しなければ、個人納税者に不公平感を与えるという理由もある。
法学者のスタンレー・S・サリー は、法人税のシステムは税負担の配分・成長・貯蓄・投資やそのほかの財政的・社会的視点を考慮して、租税体系への影響から評価するべきであると主張している。

## 性格
法人税は法人組織の企業体を納税義務者とし、その所得を課税物件とする租税で、広義の所得税の一種である。法人税は納税義務者と担税者が同一であることから直接税に分類される。ただし、法人段階で稼得された所得は究極的には賃金や配当などによってその構成員に帰属することから法人税の性格について見解の対立がみられる。後述のように法人の担税力については、法人自体に担税力を見出すことはできないとする法人擬制説と法人自体に担税力を見出すことができるとする法人実在説がある。

### 法人の担税力

#### 法人擬制説と法人実在説
法人の担税力については次の2つの考え方に分かれる。
1. 法人擬制説 - 法人は、単に法的に擬制された存在であって、所得は株主や出資者のものであり、法人税はこれらの者に対する所得税の前取りである。したがって、法人税は、個人所得税の源泉徴収と同一視でき、経済的二重課税は個人において排除すれば足りることから、税率も平均税率でよいこととなる。
2. 法人実在説 - 法人は、個人から別個独立した権利能力を有する法的主体であるから、課税面においても法人自らが納税主体になりうる。したがって、法人には個人と同様に担税力に差異があることから、税率は累進税率を適用すべきである。さらに、法人所得税と個人所得税の間には経済的二重課税は生じず、その排除措置を講ずる必要はないこととなる。

なお、法人擬制説と法人実在説は民法における法人擬制説と法人実在説をなぞらえたものとされるが、法人税に関する法人擬制説と法人実在説の議論はあくまでも税制上の議論であり民法におけるそれぞれの立場と同じものではない。これらの議論は租税政策的観点から論じられるもので民法上の議論を持ち込むことには批判があり、株主集合体説と法人独立課税主体説の分類で整理されることもある。

### 法人税と所得税
法人税の性格に関しては法人への課税とその構成員（株主）への課税の関係をめぐる議論がある。

#### 二重課税の議論
会社を株主のものと考えると、株主にとっては個人所得との二重課税という問題が生じる。法人所得に課せられる法人税は、株主の所得に対する課税であり、配当所得税は、法人所得税後の所得から株主の配当所得に対する課税であるため二重課税となっている。経済学者の上村敏之は「株主は、法人税が課税された後に配当を受け取り配当所得税が課税されるなら二重課税となる。そのため、配当については法人税・所得税で二重課税の調整が必要となる」と指摘している。ただし、上村は「株式市場が正常に機能していれば、内部留保が株価上昇・株主の利益につながらず、法人税は株主負担にはならない」と指摘している。
経済学者の高橋洋一は「株主の個人資産に課税しながら法人の内部留保に課税することは、理屈の上から明らかに二重課税である。これは経済活動を阻害する可能性がある」と指摘している。
二重課税是正についての方法はある。大田弘子は「社債・借入で資金調達すれば、金利が損金算入されて非課税となるため株主に比べて債権者が有利となる。二重課税を完全に調整するには、インピュテーション方式という複雑な措置が必要となる」と指摘している。高橋洋一は「法人税は、所得税・資産税の補足が完璧であれば、二重課税に該当するため原理的には必要ない。日本の法人税率が高いのは、個人の資産・所得の把握が不十分（クロヨン）な結果といえる。納税者番号制度が導入できれば、所得税など増収になる可能性がある。その増収分を法人税引き下げに回すことは、税理論からいえば合理的である」と指摘している。
高橋洋一は「各国で法人税を引き下げているのは、IT・法の整備によって個人の資産・所得の精度の高い補足が可能になってきたからである。そうした事情を考慮せず日本も引き下げろというのは間違いである」と指摘している。

#### 法人税と所得税の関係
法人税の性格として以下の二つの見方がある。
1. 法人独立課税主体説 - 法人は個人から独立した社会的経済的実体として独自の担税力があり、それ自体が国家からサービスを受けており社会的費用を発生させている[16]。理論上は所得税との二重課税の問題は起こらない。
2. 株主集合体説 - 法人は単なる所得の導管であり究極的には配当や持分の払い戻しにより構成員に帰属するものとみて法人税を所得税の前払いとみる[4]（個人所得税の補完）。法人税が所得税から分離したという歴史的経緯にも沿っている。法人税課税後の法人から配当を受けた株主がいる場合、その株主に所得税を課すことは法人税と所得税の二重課税となる。法人税と所得税の二重課税を可能な限り排除または緩和すべきとする[4]

ただし、現実の法人には、所有と経営の分離を前提とした大法人から実態が個人企業と変わらない小法人（法人成り）まで様々な形態があり、一概に割り切れない面もある。また、法人税の負担は法人自体に及ぶのではなく、消費者・労働者・株主などに転嫁される。このように法人税は自己完結する税制ではないため、所得税との整合性を取る必要がある（法人税と所得税の統合）。

#### 法人税と所得税の統合
法人税と所得税の整合性を取るために、いくつかの方法が考案されている。

##### 完全統合
租税法上、法人所得を全て株主に帰属しているものとして取り扱う方法。法人税の撤廃を前提としている。
- 組合方式（パス・スルー）

法人を組合（民法）とみなし、株主の持分に応じて法人所得を株主に帰属（按分配賦）させ、帰属額に応じて課税する方法。損益が法人を通り過ぎる(pass thorogh)ため、パス・スルーとも言われる。
現実に実現していない所得に対して課税するため、執行者・納税者ともに技術的な困難性を伴う。

##### 部分統合
会社所得のうち、配当部分だけ所得税との調整を行う方法。
- 法人税株主帰属方式（インピュテーション方式）

法人税額を受取配当に応じて株主に帰属・加算して算出された所得税額に累進税率を適用し、その後で加算した法人税額を控除する方法。ここで言うインピュテーション(imputation)は、本来会社のものである所得を株主の帰属とみなすことを指す。
株主段階での調整。法人税を受取配当に対する所得税の前取りと見做す。株主自身が所得を稼得した場合に近似するように設計されている。精巧な統合方法とされている。
1970年代の西欧諸国で採用されたが、1990年以降廃止されていった。
- 配当所得控除方式

株主の受取配当の一部（一定割合または一定額）を所得税額から控除する方法。
株主段階での調整。ラフな統合。高額所得者ほど税負担軽減が大きくなる。
- 配当税額控除方式

株主の受取配当の一部（一定割合または一定額）を所得税の課税標準算定過程で控除する方式。
株主段階での調整。法人税株主帰属方式に比べラフな方法。日本の配当控除はこの方式を採っている。
- 支払配当損金参入方式

法人所得で配当に充てた部分を法人税から控除する方法。
法人段階での調整。配当に関しては二重課税を排除できる。特定目的会社へのペイスルーがこれにあたる。
- 二重課税方式

法人所得の配当部分に通常の法人税率より低い税率を適用する方式。
法人段階での調整。支払配当損金参入方式に比べるとラフな方法。

##### 各国の対応
2014年現在、所得税と法人税の完全な統合を行っている国はない。しかし、二重課税の問題を軽減するために何らかの特別措置を取っている国もある。
- 日本

1950年のシャウプ勧告によって配当控除の制度が提唱され、日本の所得税法に導入された（シャウプ税制）。配当所得への所得税額から法人税による配当額減少分を控除する仕組。これに大口株主に対する配当所得の分離課税（租税特別措置法8条4の第1項）や配当が少額な株主への申告免除（同8条の5）など、租税特別措置法による修正が加えられている。
- アメリカ

法人税と所得税の統合のためにほとんど特別なルールを設けていない。
- EU諸国

1970年代の税制改革以降、法人税株主帰属方式を採用していた。しかし、外国法人・外国株主との関係が難しく、1990年代に欧州司法裁判所がEU条約違反という判決を下してから退潮していった。代わってよりラフな税制に移行する。

### 負担帰着率
法人税は所得税や消費税に比べると、課税対象と実際の負担先が不明瞭な税とされている。法人税の負担は、労働者（賃金の抑制）、消費者（価格の上昇）、債権者（利子の低下）、株主（配当の減少）といった形で、各ステークホルダーに広く転嫁される。
日本のマルクス経済学者である林健久によると、 法人税の負担検証は、理論的にも極めて難しいとされており、真の負担者がはっきりしないとされている。林は法人税に関して、法人税の実際の負担者が本当に法人か株主であるのかという点に疑念を示し、法人税負担が法人や株主に帰着するのではなく、少なくとも一部が法人の提供する財・サービスの価格に含まれ、消費者に転嫁されている可能性があることを指摘しながらも、性質上その実証は困難で理論上強く疑われているにとどまるとの立場であると述べている。このように法人税の負担先には不明瞭な点が多いとはいえ、直接に法人に課税されている事実から、法人の企業活動に抑制的に働くモノとは見なせることは指摘されている。
土居丈朗・慶應義塾大学経済学部教授による分析では、法人税引き上げ時の負担は資本所得と労働所得に分類した場合、長期的に労働者層への帰着が増加し、最終的に労働者の負担になるとしている。
経済学者のジョセフ・E・スティグリッツは、「企業は法人税を負担していないという点では、経済学者間では意見が一致しているが、このことは経済学者以外の人々にはよく理解されていない」と述べている。

## 税率
OECD各国の税率は以下の通り。
OECD各国平均の
税収構造（2014年） 
| 国               | 法人所得税 (2019) | 配当税率 (2019) | 統合法人税率 (2019) |
| ---------------- | ----------------- | --------------- | ------------------- |
| アイルランド     | 12.5%             | 51.0%           | 57.1%               |
| 韓国             | 27.5%             | 40.3%           | 56.7%               |
| カナダ           | 26.8%             | 39.3%           | 55.6%               |
| フランス         | 32.0%             | 34.0%           | 55.1%               |
| デンマーク       | 22.0%             | 42.0%           | 54.8%               |
| ベルギー         | 29.6%             | 30.0%           | 50.7%               |
| ポルトガル       | 31.5%             | 28.0%           | 50.7%               |
| イギリス         | 19.0%             | 38.1%           | 49.9%               |
| イスラエル       | 23.0%             | 33.0%           | 48.4%               |
| ドイツ           | 29.9%             | 26.4%           | 48.4%               |
| アメリカ         | 25.9%             | 29.3%           | 47.6%               |
| オーストラリア   | 30.0%             | 24.3%           | 47.0%               |
| ノルウェー       | 22.0%             | 31.7%           | 46.7%               |
| オーストリア     | 25.0%             | 27.5%           | 45.6%               |
| スウェーデン     | 21.4%             | 30.0%           | 45.0%               |
| 日本             | 29.7%             | 20.3%           | 44.0%               |
| イタリア         | 24.0%             | 26.0%           | 43.8%               |
| オランダ         | 25.0%             | 25.0%           | 43.8%               |
| フィンランド     | 20.0%             | 28.9%           | 43.1%               |
| スペイン         | 25.0%             | 23.0%           | 42.3%               |
| メキシコ         | 30.0%             | 17.1%           | 42.0%               |
| ルクセンブルク   | 24.9%             | 21.0%           | 40.7%               |
| スロベニア       | 19.0%             | 25.0%           | 39.3%               |
| ギリシャ         | 28.0%             | 15.0%           | 38.8%               |
| スイス           | 21.1%             | 21.1%           | 37.8%               |
| アイスランド     | 20.0%             | 22.0%           | 37.6%               |
| チリ             | 25.0%             | 13.3%           | 35.0%               |
| トルコ           | 22.0%             | 17.5%           | 35.0%               |
| ポーランド       | 19.0%             | 19.0%           | 34.4%               |
| ニュージーランド | 28.0%             | 6.9%            | 33.0%               |
| チェコ           | 19.0%             | 15.0%           | 31.2%               |
| リトアニア       | 15.0%             | 15.0%           | 27.8%               |
| スロバキア       | 21.0%             | 7.0%            | 26.5%               |
| ハンガリー       | 9.0%              | 15.0%           | 22.7%               |
| エストニア       | 20.0%             | 0.0%            | 20.0%               |
| ラトビア         | 20.0%             | 0.0%            | 20.0%               |

OECD各国の法人および個人所得税率。

- イギリスの所得課税には法人税と所得税があり、これらは中央政府が課税する国税である[24]。
- オランダの所得課税には、法人税、所得税、賃金税があり、これらは中央政府が課税する国税である[24]。
- スウェーデンには所得課税として国税の個人・法人所得税がある[24]。
- ドイツでは法人税は連邦と州の共同税とされている[24]。
- アメリカには所得課税として連邦政府の法人所得税と州政府の法人所得税がある。連邦法人税は21%であるが、州法人税は、州ごとに違ってくる。ネバダやデラウェアなど無税の州もある[24]。
- カナダにも所得課税として連邦政府の法人所得税と州政府の法人所得税があるが、法人所得税の賦課徴収は連邦政府と州政府の徴税協定により連邦政府が行うことが多い[24]。

## 経済財政政策
大田弘子は、法人税は大きな転換が迫られているとしており、
1. 企業活動が多様化しているため、国際的な戦略が求められていることから、税が企業の選択に歪みを与えないようにする必要がある。
2. 企業が容易にグローバルな経済活動を行う時代であるため、税において国際水準を意識しなければならない。
3. 企業のグローバルな展開によって、徴税が困難になっているため、国際的な取り決めが重要性を増している。

と指摘している。大田は「法人税の負担は、税率だけではなく『税率』と『課税ベース』で決まる」と指摘している。
なお、野口悠紀雄は、法人税制等は国によって異なるため、課税所得を分母にとる法定実効税率の指標比較はあまり意味がないとしている。

### 法人税と経済成長
経済は複雑な体系であり、法人税率によって企業行動がどう変化し、そのことによって雇用・経済活力にどのように及ぶのか、マクロ経済全体としての思考が必要である。法人税に限らず他の税でも、税の全体の体系がどれだけの税収をもたらすのか、そして経済全体にどのような影響を及ぼすのかという広い視点で見る必要がある。
伊藤元重は「法人税率の引き下げによって企業活動が活性化すれば、その恩恵は国民全体に広がる。法人税率の引き下げの恩恵は利益をあげている一部の大企業だけという見方は正しくない。法人税減税は企業の手元資金をより潤沢にするので、それが企業の投資資金に回るという面もある」と指摘している。伊藤元重は「アジアの多くの国は積極的に法人税率を引き下げている。海外からより多くの投資を引きつけたいという狙いもあるだろうが、それだけが法人税率の引き下げの理由ではない。法人税率をできるだけ低くすることが、経済活動を活性化する上では有効であり、それが経済成長に大きくプラスに働く、という見方が根底にある」と指摘している。
大田弘子は「アメリカのロナルド・レーガン大統領は、1981年の第1期税制改革で、設備投資減税・減価償却のやり方を変える政策税制を導入した。1986年の第2期税制改革では、法人税率を12%引き下げた。この改革が1990年代のIT関連の新しいビジネスが興る素地となった」と指摘している。森信茂樹は「レーガン2期の税制改革によって生じたアメリカ経済の産業構造の変化が、後の経済繁栄につながったという事実がある」と指摘している。
反論もある。経済学者のポール・クルーグマンは「アメリカなど他の先進国の例を見ると、法人税引き下げとGDP成長率にはあまり関係がないように思える」と指摘している。

### 法人税と税収
「法人税パラドックス」とは、実効税率を引き下げるによって、逆に法人税収は増加するという現象を指す。
伊藤元重は「欧州諸国は法人税の法定税率を下げてきたが、税収は減少どころか増加傾向さえ見せている」と指摘している。伊藤元重は、欧州の法人税収の増加の要因として、
1. 企業収益が改善
2. 政府が法人税率引き下げと同時に行った課税ベース拡大
3. 法人税率の低下によって個人企業などが法人成りし、税金を所得税ではなく法人税で支払うようになった

の3つを挙げている。
伊藤元重は「法人税率を下げていっても、課税ベースを拡大すれば、法人税収が減ることはない。場合によっては、増える可能性もある。そのためには、法人税率を下げると同時に、課税ベースを広げることを検討すべきである」と指摘している。伊藤元重は「ドイツのように法人税率を下げると同時に他の減税措置を縮小（課税ベースの拡大）した国もあるが、そういった措置のないまま、税率引き下げたにもかかわらず経済成長が法人税収の伸びにつながっている国もある」と指摘している。
反論もある。経済学者の大竹文雄は「景気回復が偶然生じたという効果を除いて、法人税減税によって法人税収が増えたという効果が、どの程度あるのかについてははっきりしていない。法人税パラドックスが観察されない国も存在しており、その一つが日本である。1990年代に日本の法人税は低下と同時に法人税収も減少した」と指摘している。

### 法人税と企業誘致
国際的な企業誘致競争の1つとして、欧州域などでは法人税率の引き下げ（同時に消費税の引き上げ）競争が進んでいるが、WTOでは「有害な税の競争」だと問題を指摘しており、国際社会における枠組みについて議論されている。
国税である法人税自体はイギリスのが日本より0.3%ほど高いが、事業税や住民税など地方税も含めた実質的に企業が負担する税率である法定実効税率と比較するとイギリスの方が11%も低いなど世界の各国は企業の国外流出を防ぎ、外国の優良企業を呼び込もうと減税競争をしている。各国が法人税減税を行うのは企業が投資先の国を選ぶ時代であり、一時的に法人税収が減っても企業・工場誘致することで国内経済活性化と企業の国内投資も促進で中長期的には税収も伸びるためである。法人税の引き下げ、円安、規制改革、設備の自動化などで日本製造製品の国際競争力が強くなったことで、2015年以降から多くの日本企業が製造本国回帰し始めている。
岩田規久男は「1990年以降のグローバル経済の発展により、企業はグローバルな視点で立地を決めるようになっており、法人税は企業立地選択の大きな費用の一つになっている」「グローバル経済の下では、長期的には法人企業は法人税率が高い国から低い国に生産拠点を移動させようとする。結果、法人税率が高い国では、国内雇用の減少による賃金低下を通じて、労働者の法人税負担割合が増大する」と指摘している。
法人税率を1%ポイント引き下がると、国・調査期間・分析手法によって結果にばらつきはあるが、おおむね2-4%程度の投資の拡大が見込まれるとされており、ある程度の投資誘発効果が見込まれるとされている。
経済学者の國枝繁樹は「法人税率を下げれば国外から資本が流入する。欧州ではアイルランド、アジアでは香港・シンガポールのような経済規模の小さな国では、そのメリットが大きい」と指摘している。一方で國枝は「日本・アメリカのように経済規模の大きな国では、GDPの規模で考えれば、税率を下げることで資本が流入し、税収が増えるということには、なかなかつながらない」と指摘している。
投資活動の抑制について、野口悠紀雄は「投資によって利益が増加すれば法人税は増加する一方で、借り入れの利子が損金算入されるため法人税は減る。結局、借り入れで投資する場合、2つの効果が相殺して法人税負担は変わらなくなる」と指摘している。

## 日本の法人税
日本の一般政府歳入（%, 2019年）
日本の法人税は主に法人税法（昭和40年法律第34号）に規定されているが、租税特別措置法や震災特例法などの特別法によって、修正を受ける。
日本では企業の法人の所得にかかる税には国税である法人税と地方法人税、国税だが地方が徴収する地方法人特別税（2019年9月まで）と特別法人事業税（2019年10月より）、地方税分である法人事業税と法人住民税があり、これらの税の影響を受け、法人には法定実効税率分の国税と地方税の合算が課される。（これらの詳細は、各ページを参照。）
国際的な動向として、法人税の引き下げは企業の税負担を軽減し、国際競争力を高めることで、自国の経済成長を促進させられる政策手段と位置付けられている。多くの国で法人税率の引き下げが進められており、例えばドイツでは2008年に約10%の法人税率引き下げを実施されている。このような法人税の減税政策は、自国企業の海外流出を防止し、外国企業の誘致を図ることを目的としている。日本においても、国際的な競争力維持の観点から、法人税率の段階的な引き下げが進められている。

### 推移
日本の法人税は、当初は法人に対する所得税の一種として導入され、明治32年 (1899年) の所得税法改正により新設された第一種所得（法人所得税）に由来する。昭和15年 (1940年) に法人に対する所得税が分離する形（法人税法の制定）によって成立した。
高度経済成長時代における基幹税の役割を果たしていたが、バブル景気のころに所得税収に抜かれ、次第にその地位を下げつつある。1980年代からの大幅な所得税減税（約30%）、バブル崩壊後の景気低迷、1990年代後半の金融危機以後の景気後退による雇用者報酬の伸び悩み、定率減税の導入などにより所得税収が大幅に減少1991年（平成3年） :26.7兆円→2006年（平成18年）:14.1兆円）が起きた。
それでも、2003年（平成15年） からは量的金融緩和政策や、輸出面での好調から2006年（平成18年）には1988年（昭和63年）以来の税収項目1位となった。2007年（平成19年）の国税の税収に占める割合は、所得税に次ぎ第2位である。2008年（平成20年）は世界金融危機の影響を受け、補正予算では2位で、2009（平成21）年度の予算では、消費税とほぼ同額とされている。
2002（平成14）年度からは子会社などへの利益移転や損失隠し目的の簿外債務を阻止するため、連結納税制度が導入された。グループ企業が連結での業績で法人税を納税できる制度ができたため、企業グループによっては節税可能となるケースもあった。また、IT投資促進税制（IT投資減税、2005年度まで）、研究開発促進税制（研究開発減税）が整備され、企業のIT投資、研究開発へのインセンティブとなっている。2011年に日本では40.69%（国税27.89、地方税12.80）から減税がされて、35.64%（国税23.71、地方税11.93）となっている。
2015年時点の日本の法人実効税率は32.11%であるが、日本政府として企業の国際競争力を高めるために「成長志向の法人税改革」に着手し、2016年度には29.97 %に引き下げ、代わりの財源として企業への設備投資減税の規模を減らす（2016年度から費用計上できる範囲を狭める仕組みに見直す）こととした。
2017年7月の経済産業省の調査によると、724社の日本企業が2015年の1年間だけで海外から海外生産コストと比較するすると、日本へ製造業本国回帰することなどがブームになっている。韓国のキム・ジョンシク延世大教授によると、日本政府による法人税引き下げ、円安、規制改革、設備の自動化などで日本で製造した製品でもコストの面で国際競争力が強くなったからだと説明している。寄居町ではホンダのメキシコからの製造本国回帰で地域に雇用や大規模消費や設備投資で周辺の地域全体が潤っている。中小、大手が続々日本に戻ってきていることが報道された。

### 納税義務者
1. 内国法人は、その全世界所得について納税義務を負う。ただし、内国法人のうち、公益法人等、人格のない社団等については、収益事業、法人課税信託又は退職年金業務等を営む場合にのみ納税義務を負う（法人税法4条1項）。
2. 外国法人は、国内源泉所得があるとき又は退職年金業務等を行うときには、納税義務を負う。ただし、外国法人のうち、公益法人等または人格のない社団等については、国内源泉所得で収益事業から生じるものがある場合等にのみ納税義務を負う（法人税法4条3項）。
3. 公共法人には、上記1にかかわらず、納税義務がない（法人税法4条2項）。

### 課税の範囲
法人税が課税される対象は、次の3つに区分される。
1. 各事業年度の所得に対する法人税
2. 各連結事業年度の連結所得に対する法人税
3. 退職年金等積立金に対する法人税

### 算出
法人税は法人の所得に対して課税される。商法を基礎とする企業会計では確定決算において収益と費用を決算の主要な項目とするのに対して、税法に基づいて法人税を算出する税務会計では所得と損金、益金が主な項目となる。益金は収益から益金不算入を引いて益金算入を加えたものであり、損金は費用から損金不算入を引いて損金算入を加えたものである。所得は損金より益金が大きい場合の差であり、損金より益金が小さい場合は赤字となる。
収益 - 益金不算入 + 益金算入 = 益金
費用 - 損金不算入 + 損金算入 = 損金
益金 - 損金 = 所得（ただし益金＞損金の場合）
所得（千円未満は切り捨て） × 税率 = 税額（百円未満は切り捨て）
ただし、益金算出においては収益に対して、また損金算出において費用に対して、それぞれ申告調整が行われ、損金算入においても所得控除が除かれ、税額も税額控除がある。

### 確定申告と納付
- 確定申告
  - 各事業年度終了の日の翌日から2ヶ月以内に、税務署長に対し、確定した決算に基づき、確定申告書を提出しなければならない（法人税法74条）。
  - 会計監査人の監査を受けなければならない等により決算が確定しないため、確定申告書を提出期限までに提出することができない状況であると認められる場合には、1月間、会計監査人を置いており、定款等の定めにより事業年度終了から3月以内に定時総会が招集できない常況にあると認められる場合には4月を限度として提出期限を延長することができる（法人税法75条の2）。延長した期間については、利子税が課税される（見込納付が無い場合）。
- 中間申告
  - 事業年度が6ヶ月を超える場合には、その事業年度開始の日から6カ月を経過した日から2ヶ月以内に、税務署長に対して中間申告書を提出しなければならない。ただし、前年度の法人税納付額が20万円以下などいくつかの条件では不要。
- 訂正申告
  - 法定申告期限内であれば、訂正申告することが出来る。同一書式の書面を再度送付すれば、自動的に最後に送付した物が採用され、訂正申告となる[54]。納付は2回目の場合は支払額が増額する場合は差額だけを支払えば良い。ただし、法定の手続きではないことに留意する必要がある。
- 期限後申告
  - 確定申告書の提出期限までに申告書を提出しなかった場合でも、遅れて確定申告書を提出することができる（国税通則法18条）。原則として、無申告加算税が課せられる。
- 納付
- 修正申告
  - 確定申告書に記載した税額が少なすぎた場合や繰越欠損金が減る場合には、法定申告期限を過ぎても、修正申告書を提出することができる（国税通則法19条）。原則として、税務署の調査を受けた後に提出した場合は、過少申告加算税が課せられる[55]。税務署の調査の事前通知の後～税務署の調査を受ける前に修正申告した場合も別の計算式で過少申告加算税が課せられる。修正申告書を提出し即日納付しない場合は、翌日から延滞税がかかる。
- 更正の請求
  - 確定申告書に記載した税額が多すぎた場合や繰越欠損金が増える場合は、法定申告期限から5年以内、繰越欠損金が増える場合は9年以内に限り（その他、細かい特例が多数あり）、更正の請求書を提出することができる（国税通則法23条）。

### 法人税率
| 法人の区分 | 所得金額のうち 年800万円以下の部分の金額 | 所得金額のうち 年800万円を超える部分の金額 | 所得金額のうち 年10億円を超える部分の金額 |
| --- | ---------------------------------------- | ------------------------------------------ | ----------------------------------------- |
| 普通法人（中小法人以外）                                                                                       | 23.2%                                    | 23.2%                                      | 23.2%                                     |
| 中小法人（期末資本金が1億円以下の普通法人など） 一般社団法人等 公益法人等とみなされているもの 人格のない社団等 | 15%                                      | 23.2%                                      | 23.2%                                     |
| 公益法人等 協同組合等 特定の医療法人                                                                           | 15%                                      | 19%                                        | 19%                                       |
| 協同組合等又は特定の医療法人である連結親法人                                                                   | 16%                                      | 20%                                        | 20%                                       |
| 組合員数50万人以上・店舗売上高1,000億円以上の特定協同組合等（大規模生協）                                      | 15%                                      | 19%                                        | 22%                                       |
| 公共法人 | 0%                                       | 0%                                         | 0%                                        |

| 年度   | 税率                                                                                     | 東京都の 外形標準課税適用法人の 法定実効税率 |
| ------ | ---------------------------------------------------------------------------------------- | -------------------------------------------- |
| 1946年 | 35.0%                                                                                    |                                              |
| 1952年 | 42.0%                                                                                    |                                              |
| 1955年 | 40.0%                                                                                    |                                              |
| 1958年 | 38.0%                                                                                    |                                              |
| 1965年 | 37.0%                                                                                    |                                              |
| 1966年 | 35.0%                                                                                    |                                              |
| 1970年 | 36.75%                                                                                   |                                              |
| 1974年 | 40.0%                                                                                    |                                              |
| 1981年 | 42.0%                                                                                    |                                              |
| 1984年 | 43.3%                                                                                    |                                              |
| 1988年 | 42.0%                                                                                    |                                              |
| 1989年 | 40.0%                                                                                    |                                              |
| 1990年 | 37.5%                                                                                    |                                              |
| 1998年 | 34.5%                                                                                    |                                              |
| 1999年 | 30.0%                                                                                    |                                              |
| 2003年 | 資本金1億円超の法人に対する法人事業税において 外形標準課税を導入（赤字でも徴税するため） | 40.69%                                       |
| 2009年 | 地方法人特別税が新設                                                                     |                                              |
| 2012年 | 25.5%。ただし、2014年度まで復興特別法人税が10%加算される                                 | 38.01%                                       |
| 2014年 | 復興特別法人税が終了                                                                     | 35.64%                                       |
| 2015年 | 23.9%。地方法人税が新設                                                                  | 33.10%                                       |
| 2016年 | 23.4%                                                                                    | 30.86%                                       |
| 2018年 | 23.2%                                                                                    | 30.62%                                       |
| 2020年 | 地方法人特別税が廃止 特別法人事業税が新設                                                |                                              |

年度は3月末決算法人の前提。上記税率は国税法人税のみ。その他、法人は所得に対して地方法人税（2014年10月より）・法人住民税・法人事業税・地方法人特別税（2008年10月～2019年9月）・特別法人事業税（2019年10月より）がかかる。これらを元に法定実効税率が計算される。地方税の税率は地域ごとに異なるため、法定実効税率は地域ごとに異なる。

### 企業規模による税制の調整
担税力の問題や社会に対する影響力等を考慮して、法人規模に応じた調整を法人税、およびその周辺法によって調整している。
例えば、中小企業に対しては、税率の軽課や損金算入枠の拡大、課税の繰り延べや税額控除等といった優遇的調整が租税特別措置法に於いてされている。
また、地方税（法人道府県民税・法人事業税の外形標準課税）は法人実在説的な立場から法人規模に応じた課税を行っているので、大企業に対しては重課となっていると言える。

### 繰越欠損金
欠損金(赤字)を出した企業の場合、青色申告書を提出している場合、原則として、その欠損金の50% - 100%を繰り越すことができ、所得と相殺できる。どの程度繰り越せるかは会社の規模などで規定されている。
繰り越しできる年数は以下の通り。
- 平成13年3月31日以前に開始した事業年度分は5年間
- 平成13年4月1日以後に開始した事業年度分は7年間[60]
- 平成20年4月1日以後に終了した事業年度分は9年間
- 平成30年4月1日以後に開始した事業年度分は10年間[61]

例えば3月末決算の法人の場合は以下のようになる。
- 平成27年3月末決算：平成20年3月末決算～平成26年3月末決算の7年分
- 平成28年3月末決算：平成21年3月末決算～平成27年3月末決算の7年分
- 平成29年3月末決算：平成21年3月末決算～平成28年3月末決算の8年分
- 平成30年3月末決算：平成21年3月末決算～平成29年3月末決算の9年分
- 平成31年3月末決算：平成22年3月末決算～平成30年3月末決算の9年分（令和10年3月末決算まで繰り越しは9年分）
- 令和11年3月末決算：平成31年3月末決算～令和10年3月末決算の10年分（この年より繰り越しが10年分になる）

欠損金の繰越制度は多くの国で採用されており、ドイツやイギリスはこの繰越期間を無制限としている。

### 税収の推移
財務省の統計 を参照。1986年から1991年までのバブル景気の期間は15兆円以上と高かった。1991年からはバブル崩壊後の不景気や法人税率の縮減により法人税は減少し、2002年には10兆円を下回った。2003年からはいざなぎ景気により上昇するが、2008年のリーマン・ショックにより再び減少し、2009年には6.4兆円となった。2012年からはおおむね11兆円前後で安定している。なお、消費税の税率が2014年に8%に、2019年に10%に上げられたことにより消費税の税収額が上昇し、現在では消費税額の方が法人税額より大きくなっている。
| 年度   | 法人税収     | 消費税収     | 摘要                                          |
| ------ | ------------ | ------------ | --------------------------------------------- |
| 1984年 | 12.0兆円     | 0円          |                                               |
| 1985年 | 13.1兆円     | 0円          |                                               |
| 1986年 | 15.8兆円     | 0円          | バブル景気開始                                |
| 1987年 | 18.0兆円     | 0円          |                                               |
| 1988年 | 19.0兆円     | 0円          | 税率42%、過去最高の法人税収                   |
| 1989年 | 18.4兆円     | 3.3兆円      | 税率40%、消費税3%導入                         |
| 1990年 | 18.4兆円     | 4.6兆円      | 税率37.5%                                     |
| 1991年 | 16.6兆円     | 5.0兆円      | バブル崩壊                                    |
| 1992年 | 13.7兆円     | 5.6兆円      |                                               |
| 1993年 | 12.1兆円     | 5.6兆円      |                                               |
| 1994年 | 12.4兆円     | 5.6兆円      | 消費税5%引き上げ閣議決定                      |
| 1995年 | 13.7兆円     | 5.8兆円      |                                               |
| 1996年 | 14.5兆円     | 6.1兆円      |                                               |
| 1997年 | 13兆4754億円 | 9兆3046億円  | 消費税5%へ増税                                |
| 1998年 | 11兆4231億円 | 10兆 743億円 | 税率34.5%                                     |
| 1999年 | 10兆7959億円 | 10兆4470億円 | 税率30.0%                                     |
| 2000年 | 11兆7471億円 | 9兆8221億円  |                                               |
| 2001年 | 10兆2577億円 | 9兆7670億円  |                                               |
| 2002年 | 9兆5234億円  | 9兆8115億円  |                                               |
| 2003年 | 10兆1151億円 | 9兆7128億円  |                                               |
| 2004年 | 11兆4436億円 | 9兆9743億円  |                                               |
| 2005年 | 13兆2735億円 | 10兆5834億円 |                                               |
| 2006年 | 14兆9178億円 | 10兆4633億円 |                                               |
| 2007年 | 14兆7443億円 | 10兆2718億円 |                                               |
| 2008年 | 10兆 106億円 | 9兆9688億円  |                                               |
| 2009年 | 6兆3564億円  | 9兆8075億円  |                                               |
| 2010年 | 8兆9676億円  | 10兆 333億円 |                                               |
| 2011年 | 9兆3514億円  | 10兆1945億円 |                                               |
| 2012年 | 9兆7583億円  | 10兆3504億円 |                                               |
| 2013年 | 10兆4937億円 | 10兆8293億円 |                                               |
| 2014年 | 11兆 316億円 | 16兆 289億円 | 消費税8%へ増税                                |
| 2015年 | 10兆8274億円 | 17兆4262億円 |                                               |
| 2016年 | 10兆3289億円 | 17兆2281億円 |                                               |
| 2017年 | 11兆9953億円 | 17兆5138億円 |                                               |
| 2018年 | 12兆3180億円 | 17兆6808億円 |                                               |
| 2019年 | 10兆7971億円 | 18兆3526億円 | 2019年10月に消費税10％ （食料品等は8%に据置） |
| 2020年 | 11兆2346億円 | 20兆9713億円 |                                               |
| 2022年 | 13兆6428億円 | 21兆8886億円 |                                               |
| 2023年 | 15兆8606億円 | 23兆922億円  |                                               |

### 法人税と地方格差の関係
法人税は、企業の本社の所在地で納税される。法人税の納税額は大企業が多いため、大企業の本社所在地となることが多い東京都、愛知県、大阪府の3都府県で法人税収額の約3分の2を占める。しかし法人税は国税であり政府が収受することから、この法人税収の偏りが直接地方の財政に影響しているわけではない。2017年度では、東京都内で法人税の49パーセント、所得税の35パーセント、消費税の40パーセントが納税されており、国税の約4割が東京都に集中している。
これに対して地方税である法人事業税、法人住民税は、事業所が複数の都道府県にまたがる企業について、課税標準を分割して税額を計算することから、本社がなくても支社など事業所が存在すれば納税される。このため、法人税に比べると大都市への集中度合いが緩い。2017年度では、東京都の法人住民税は全国の29.8パーセント、法人事業税は25.3パーセントであり、人口の全国比率より高く、国税に比べれば集中は緩いものの、経済活動の集中する東京への税収の集中を示している。このため税収格差の解消を目指し、法人住民税については一部を国税として地方交付税交付金に充てる措置が取られ、法人事業税については一部を地方法人特別税という国税として、人口比例で地方に配分する措置が取られている。

### 日本での議論
財務省の資料によると、フランス・ドイツ・イギリスなどの欧州諸国の実効税率は30%前後、韓国・中国では20%台後半であり、日本の実効税率はアメリカと並んで高い（2010年時点）。国際的に見て高い法人税は日本で活動する企業にとってコスト高を意味し、国際競争力の観点から望ましくないとする議論がある。
経済学者の浜田宏一は「法人税を下げるのは産業界・財界のためだけではなくて国民経済のために重要である。法人税は少しずつではなく、大幅に減税する必要がある。企業には公害税・租税特別措置法の廃止など別の形で財政再建の負担を負ってもらう。総論賛成で法人税は下げて特別措置は残してくれというのは、企業のエゴそのものである」「株式配当を受け取っている人たちと勤労者と比べれば、法人減税は金持ち優遇の政策になるといわれれば、そうかもしれない」と指摘している。
エコノミストの熊谷亮丸は「（日本の）様々な租税特別措置は特定業界の既得権化しており、産業・商品間の資源配分を歪め、法人税の課税ベースに侵食してきた。今後は既得権にとらわれず各種租税特別措置を『費用対効果』の観点から検証し、整理・統合を行うことが必要となる」と指摘している。

#### 経済成長率
日本の法人税率は経済成長を阻害するとする意見がある。
浜田宏一は、日本の法人税について「法人税をこのままにしておくことは、日本経済にとって基本的にマイナスになる。高い法人税率は日本への投資を阻害しており、20%台に引き下げれば、日本の資本市場も変わる。法人税を引き下げることで所得も増える」と指摘している。経済学者の伊藤元重は「法人税収をGDPで割った法人税負担率が、日本は諸外国に比べてこの指標が高い数値を示しており、法人税負担が重い」と指摘している。伊藤元重は「（日本で）法人税率を引き下げても、内部資金が潤沢で流動性制約のない現在（2013年）の日本企業が投資を促進することに期待できない。中長期的には、（日本の）企業が流動性制約に入る可能性があり、そのときには平均税率の引き下げが必要となる」と指摘している。
GDPと法人税の比較で日本の法人は税負担が大きいという見解について、法学者の三木義一は、法人税の税収総額を他国と比較する場合は国ごとに異なる法人の実態も考慮する必要があり、米国の約225万社に対して日本が約260万社と経済規模に比べて日本の方が法人数が多く（独・伊は62-63万社、フランス94万社）、日本では米国に比べて中小零細企業までが法人化しているとしている。財務省の資料では日本の法人数が257万社であるのに対し、米国172万社、英国183万社、独国88万社となっている。
法人税率引き下げ効果について、経済学者の原田泰、大和総研は「名目GDP1%の分の法人税減税は、2年目で実質GDPを0.78%引き上げる。ただし、法人税減税の効果は中期的な供給面の効果であり、マクロ経済モデルのような短期の需要面に比重を置いた方法では分析できないという批判はあるだろう」と指摘している。
法人税率引き下げの代案もある。経済学者の神野直彦は「産業構造の転換にもとづく経済成長を目指すというのであれば、法人税の実効税率の引き下げは有効な手段とはならない。日本では、減税よりも新産業投資への条件整備をする支出政策が求められている」と指摘している。
経済学者のロバート・フェルドマンは法人税率の引き下げだけでなく、社会保険負担や規制なども同時に国際標準並みに合わせる必要がある」と指摘している。経済学者の伊藤修は「法人課税と社会保険料事業主負担の合計で見れば、日本は欧州諸国より軽い」と指摘している（2005年時点）。

#### 企業の海外流出
日本の法人税率は産業構造の空洞化につながるとする意見がある。
経済学者の岩田規久男は「日本の法人税率が諸外国に比べて高いことは、日本企業の海外流出を促し、国内産業の空洞化の一因となる。また、海外企業の流入を妨げる一因にもなる」と指摘している。原田泰は「巨額の財政赤字の中で減税は難しいが、法人税減税は進めるべきである。法人はどこにでも動けるため、成功したときの取り分の多い国に行って立地する。そのような立地競争に負けないように減税する必要がある」と指摘している。大田弘子は、法人実効税率の引き下げによる企業負担の軽減が「賃金・投資・配当に回る。高い法人税は結果的に家計にも影響を与え、日本が立地として選ばれなければ雇用減少・賃金抑制につながる」と指摘している。
留意点もある。
伊藤元重は「日本に対する海外からの直接投資は、諸外国と比べて著しく低調である。高い法人税率だけが原因ではないが、高い税率が投資の大きな障害になっていることは明らかである」「企業が海外投資をする場合、市場の大きさ、人材、政治的な安定性、技術水準など様々な要因から判断される。法人税率だけで、立地・投資額を決めるわけではない」と指摘している。竹中平蔵は「企業が中国などの海外での工場の立地を進める中、税制の措置だけで国内投資が増えるかというと、そう単純な話ではない。財政を考慮し、ある程度の投資減税を行うことは政策として有効である」と指摘している。
反論もある。
経済学者の野口悠紀雄は、製造業が生産拠点を決める最も重要な要因は、賃金の格差であり法人税率ではない。国際課税原則の下では、その国の企業は工場をどこに立地しようと収益をその国に持ち帰る限り、最終的にはその国の税率が適用され税負担は変わらないと指摘している。神野直彦は「日本国外の企業への調査では、対日投資の阻害要因として、高賃金、品質への厳しさ、語学能力などが指摘されており、租税負担の高さについては順位は低い。実効税率を引き下げても、工場を立地するなどの投資は進まず、乗っ取りなどの投資が生じるだけにである」と指摘している。
スミサーズ・アンド・カンパニー（イギリス）のアンドリュー・スミサーズ（Andrew Smithers）は、日本の企業の利益率が低いのは過剰投資が原因であり、過剰な投資を減らして投資効率を高める必要があるとしている。また、日本の法人税制は減価償却費が過大に認められているため、それが内部留保を高める原因になっているとし、法人減税を行っても国家財政を悪化させるだけだと主張している。むしろ企業の貯蓄を押さえる税制を実施すれば賃金や配当が増え、結果的に税収も増えるとしている。
JETROが在日外資系企業に対して行ったアンケート調査によると、日本でビジネスを行う上での阻害要因の上位は、1）人材確保の難しさ、2）外国語によるコミュニケーションの難しさ、3）ビジネスコストの高さ、4）行政手続の複雑さ5許認可制度の厳しさ、等である。3）に関してはオフィス賃料や人件費や人材採用コストの高さが主要因であり税率自体は阻害要因として殊更に優先順位が高い訳ではなく、また納税に関する不満でも税率そのものではなく納税手続きに時間が掛かる事や納税制度の複雑さが問題として指摘されている。また日本から海外に生産拠点を移した日本の製造業各社に対して内閣府が実施したアンケート調査では海外移転の主な理由として、労働力コストの安さ、現地の需要拡大、現地ニーズへの対応、親会社・取引先等の進出に伴って進出、といった要因が圧倒的多数であり、現地の税制・融資等の優遇措置を理由に海外移転したとの回答は極めて少数だった。なお日本の法人税率は長年低下が続いている一方で、製造業の海外現地生産比率は長年上昇が続いている。
経営学者の加護野忠男は「最近（2012年）になって、日本企業は余剰資金を積み増している。企業のリスク投資を促すことが必要である。日本企業の投資を促すには、単純な法人税減税ではなく、投資減税を行うべきである」と指摘している。

#### 税収への影響
国際通貨基金（IMF）は、日本の法人税の引き下げについて「財政リスクの高まりを防ぐための財源確保が必要である」との見方を示し「法人税の税率引き下げを段階的に実施することにより、財政リスクの上昇は抑えられる」としている。
ロバート・フェルドマンは「法人税率の引き下げで税収は減らないだろう。一時的に減ったとしても、それは投資だと考えればよい。法人税率の引き下げによって、起業・技術開発しようというインセンティブが働けば、経済成長率は上がる。結果、消費税・所得税の税収、社会保険料収入も増える」と指摘している。
EUと日本では背景が異なっており、日本では法人税率を引き下げたことで、税収が減っている。税率を下げても税収が安定している状態である「法人税パラドックス」が成立していない。これは、課税ベース拡大や、法人税率が下がったからといって個人事業主が「法人成り」をしなかったためである。
神野直彦は「日本の場合、実効税率の引き下げと同時に、課税ベースの拡大ではなく縮小が起きてしまった。実効税率を引き下げる場合、租税特別措置、繰越欠損、受取配当などの見直しによって課税ベースを拡大する必要がある」と指摘している。

#### 中小・地方企業の負担
大田弘子は「日本の場合、地方の法人課税の割合が高い。日本は連邦制でもないのに、地方法人税が重い」と指摘している。
高橋洋一は「法人税を減税して外形課税の対象を拡大することは、租税回避テクニックを持っていない中小企業に不利である。大企業優遇という批判を浴びるだろう」と指摘している。

#### 団体の主張
- 日本経済団体連合会は、日本の法人税率の高さが海外移転につながっていると主張し、日本では法人税が高く消費税が安い[要出典]のだと述べるが、現実は総税収に占める消費税収の割合など多面的角度からの議論がされているとは言い難い。アメリカでは消費税率は基本的にゼロであるが、欧州などでは法人税を下げ消費税を上げており、2007年現在、経団連は法人税の法定実効税率を30%を目途に引き下げ、消費税を引き上げるよう求める提言を発表している[93]。
- 税経新人会全国協議会は、日本の法人税について、国により課税ベースや減税措置が異なるため、企業の税負担は表面税率だけでは比較できないこと、実際の税負担を有価証券報告書から計算すると、日本の大企業の場合、経常利益上位100社平均で30.7%であることなどを指摘し、経団連の提言に対し批判を加えている[94]。
- 日本共産党は日本の法人税は大企業を中心として優遇税制を敷いており、ソニーの12.9%を筆頭に、実際の負担率は極めて低い[95][96]、法人税率を引き下げても内部留保が増えるだけである[97]、と主張している。

## 国際課税
国家間の移動が容易になったことで国際的企業による、アイルランドなどのような低法人税率国（租税回避地）へ法人移動で節税しているGAFAなどのような国際的企業（グローバル企業）からの税収流出の軽減させようと各先進国間における国際的な法人税率の引き下げ競争が問題になっていた。

### 国際合意
そのため、2021年6月のG7財務相会合、7月にはG20、10月にはOECDで非加盟国を含む140カ国・地域が参加し、国際的に「最低法人税の実効税率(実効最低税率（effective minimum tax rate)」を15%以上(15%を下限)とすることの義務付けが決まった。これは、約100年ぶりに国際法人課税ルールの大幅な見直しとなった。

#### 下限合意以前の税率比較
OECDと日本財務省のデータによると、上記の15％以上の義務化以前の主要先進国の2021年時点の「法人税の実効税率」は、オーストラリア：30.0％、日本:29.74％、フランス：28.4％、韓国：25.0％、スペイン：25.0％、イタリア：24.0％、米国：21.0％、英国：19.0％、ドイツ：15.8％、カナダ：15.0％、アイルランド：12.5％であった。

### 各国の法人税と法定実行率
日本の法定実行率が2006年時点で39.5%だったのに対して、ドイツは2008年から法人税を含む法定実効税率ベースで39.8%から29.8%、イギリスは2008年から30%から28%、デンマークは2007年に28%から22%、オランダは2007年に29.6%から25.5%、中国は2008年33%から25%に引き下げている。デンマークやスウェーデンは法人税の高い国だが、両国ともホールディングカンパニー（持株会社）に対しては実効税率は高くはないため、法定実行税率が低いイギリスやオランダのように企業本社の転入が相次いでいる。
2013年1月時点における法人所得課税の実効税率（法定実行率）はアメリカ・カリフォルニア州が40.75%（国税31.91、地方税8.84）、日本が35.64%（国税23.71、地方税11.93）、フランスが33.33%（国税33.33）、ドイツが29.55%（国税15.83、地方税13.65）、中華人民共和国が25.00%（国税25.00）、韓国が24.20%（国税22.00、地方税2.20）、イギリスが24.00%（国税24.00）、シンガポールが17.00%（国税17.00）などとなっている。
2017年1月時点の法定実行率はアメリカが40.75%、フランスが33.33%、日本が29.97%（この数字は外形標準課税適用法人で法人事業税が標準税率の地域。東京都などはより税率が高い。）、ドイツが29.79%、カナダが26.50%、中華人民共和国が25.00%、イタリアが24.00%、イギリスが20.00%などとなっている。アメリカのトランプ政権は企業の海外移転に歯止めをかけ、国内の雇用増や賃金増による年3%の経済成長につなげるために、中間層向けの所得税減税・アメリカの企業が海外にためた資金を国内に持ち帰る際の税率の減税で国内投資を促す方策・現在35%の法人税率（連邦税）を20%には引き下げると表明した。オバマ前政権も連邦法人税率28%を目指したが、失敗していた。アメリカ政府によると世界の工業国の平均法人税率は22.5%未満なので、20%ほどで企業の競争力が高まると述べている。2017年12月時点でアメリカの上院は法人税の最高税率35％を20％に引き下げる減税法案を可決した。イギリスは2017年12月時点の19％から17％へ、フランスは33.3％から25％に8.3%の推進している。

### 外国法人の支店
アマゾンジャパン株式会社は、日本に納める法人税が極めて少ないと指摘されてきた。2014年に公表されたアマゾンジャパンとアマゾンジャパン・ロジスティクスの法人税合計納税額は約11億円であった。アマゾンジャパンは商品の売主は日本法人ではなく、アメリカ合衆国ワシントン州シアトルに本社があるAmazon.com Int'l Sales, Inc.であり、同社は日本国内に支店等を有しないことをもって、国税庁に抗弁してきた。2009年、東京国税局はアマゾンの流通センター内に米国法人の機能の一部が置かれており、これが法人税法・日米租税条約に規定する恒久的施設であるとして、2003年から2005年について 140億円の追徴課税を行った。これに対してAmazon.com側は、1億2000万米ドルを銀行に供託。その後日米当局間で協議が行われ、日本の国税庁の請求は退けられることで2010年9月に最終合意に至った。国税庁は銀行供託金の大部分を解放した。しかし、Amazonの法人税については、依然としてフランス・ドイツ・ルクセンブルク・イギリスなどによって査察が進行中、または行われる可能性が指摘されている。
しかし、デジタルプラットフォーマーによる同様の節税策は世界中で問題となっており、ヨーロッパを中心にデジタル課税の検討が盛り上がるようになり、圧力が強まっていた。さらにネット通販事業において、医薬品や医療機器の販売業務など、日本法人が契約主体でなければできない業務があり、より一層の日本市場の開拓のためには日本法人が主体となる方が良いとされたこと、クラウド事業の日本政府からの受注に際して納税額が少ないと不利になる可能性があったことなどから、アマゾンは各国で適切に納税する方針に転換した。日本に対しては、2018年と2019年の2年間で約300億円の法人税を納税した。グーグルなど、他のデジタルプラットフォーマーも同様の方針を取りつつある。